# Плейнфілд (переписна місцевість, Нью-Гемпшир)
Плейнфілд (англ. Plainfield) — переписна місцевість (CDP) в США, в окрузі Салліван штату Нью-Гемпшир. Населення — 178 осіб (2020).

## Географія
Плейнфілд розташований за координатами 43°32′4″ пн. ш. 72°21′13″ зх. д. / 43.53444° пн. ш. 72.35361° зх. д. (43.534503, -72.353638).  За даними Бюро перепису населення США в 2010 році переписна місцевість мала площу 1,50 км², уся площа — суходіл.

## Демографія
Згідно з переписом 2010 року, у переписній місцевості мешкало 205 осіб у 87 домогосподарствах у складі 56 родин. Густота населення становила 137 осіб/км².  Було 91 помешкання (61/км²).
Расовий склад населення:
| - 98,0 % — білих - 1,0 % — азіатів - 0,5 % — чорних або афроамериканців |

До двох чи більше рас належало 0,5 %. Частка іспаномовних становила 0,5 % від усіх жителів.
За віковим діапазоном населення розподілялося таким чином: 20,0 % — особи молодші 18 років, 61,5 % — особи у віці 18—64 років, 18,5 % — особи у віці 65 років та старші. Медіана віку мешканця становила 46,8 року. На 100 осіб жіночої статі у переписній місцевості припадало 103,0 чоловіків;  на 100 жінок у віці від 18 років та старших — 102,5 чоловіків також старших 18 років.
Середній дохід на одне домашнє господарство  становив 116 454 долари США (медіана — 127 813), а середній дохід на одну сім'ю — 116 035 доларів (медіана — 97 500). 
Цивільне працевлаштоване населення становило 160 осіб. Основні галузі зайнятості: освіта, охорона здоров'я та соціальна допомога — 45,0 %, виробництво — 22,5 %, роздрібна торгівля — 13,8 %, мистецтво, розваги та відпочинок — 8,8 %.